# Beeldverhouding
Beeldverhouding (ook wel Aspect Ratio (A.R.)) is in de visuele techniek de verhouding tussen breedte en hoogte van een beeld.
Een traditioneel televisiebeeld heeft een beeldverhouding van 4:3 (4 eenheden in breedte, 3 eenheden in hoogte). Breedbeeldtelevisietoestellen hebben een beeldverhouding van 16:9 (16 eenheden in breedte, 9 eenheden in hoogte).
De Amerikaanse 4:3-standaard is 640 pixels in breedte en 480 pixels in hoogte, terwijl de Europese 4:3-standaard 768 pixels in breedte en 576 pixels in hoogte meet.

## Veelgebruikte beeldverhoudingen

### tv
- 4:3/12:9 (smalbeeldstandaard)
- 16:9 (breedbeeldstandaard)

### film
- 16:9
- 2,00:1 (40:20)
- 2,40:1 (48:20)

### fotografie
- 1:1 bijvoorbeeld het rolfilmtype 127 met negatieven van 40×40 mm;
- 3:4 bijvoorbeeld de rolfilm met 15 opnames van 45 × 60 mm;
- 16:9 bijvoorbeeld het Advanced Photo System met het formaat H 30,2 × 16,7 mm;
- 2:3 bijvoorbeeld het kleinbeeldformaat 24 mm × 36 mm.

## Vergelijking
| 4:3        | 16:9 |
| 12:9 (4:3) | 16:9 |